# Abruka
Abruka è un'isola dell'Estonia situata nel golfo di Riga, 4 km a sud dell'isola di Saaremaa, estesa 8,78 km².
Assieme ad altre isolette vicine forma il villaggio di Abruka, che ha una popolazione di 33 abitanti (al 2011) e un'area di 10,1 km².
Le prime notizie del popolamento dell'isola risalgono al medioevo, quando il cavaliere di Ösel-Wiek vi fondò un allevamento di cavalli. Una popolazione permanente si sviluppò nel XVIII secolo.
Nell'isola di Abruka c'è una foresta di latifoglie di tipo centro-europeo, rara nella regione; per proteggerla è stata creata una riserva naturale nel 1937.
L'isola può essere raggiunta dal battello postale Heili da Kuressaare.

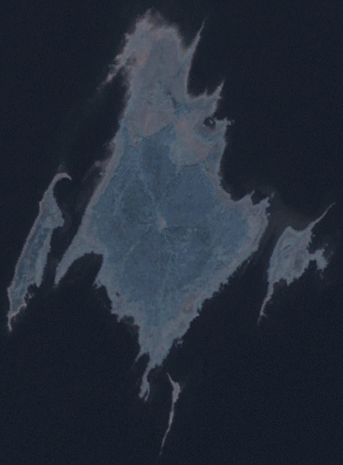
Immagine dal satellite di Abruka.
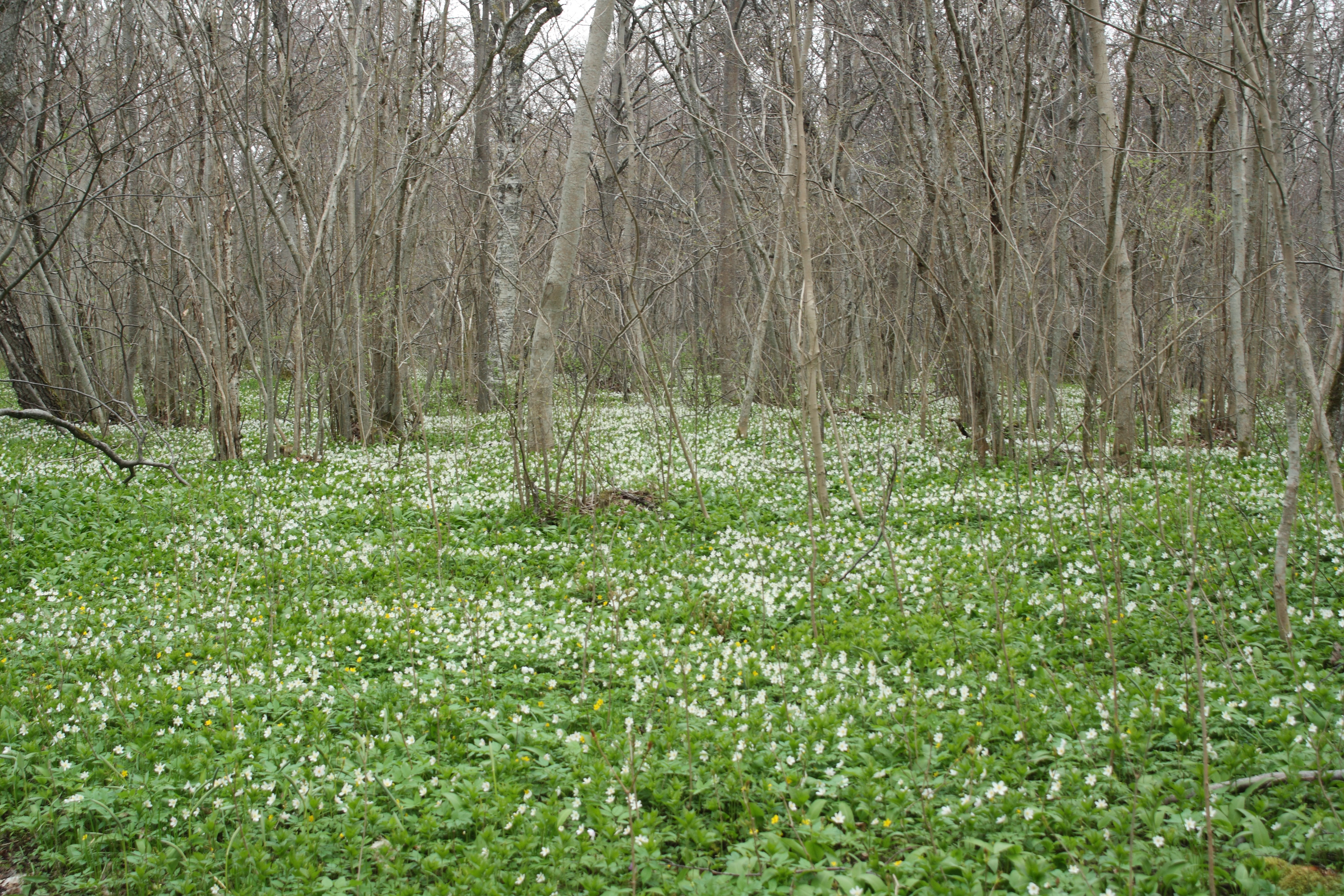
Bosco in primavera.
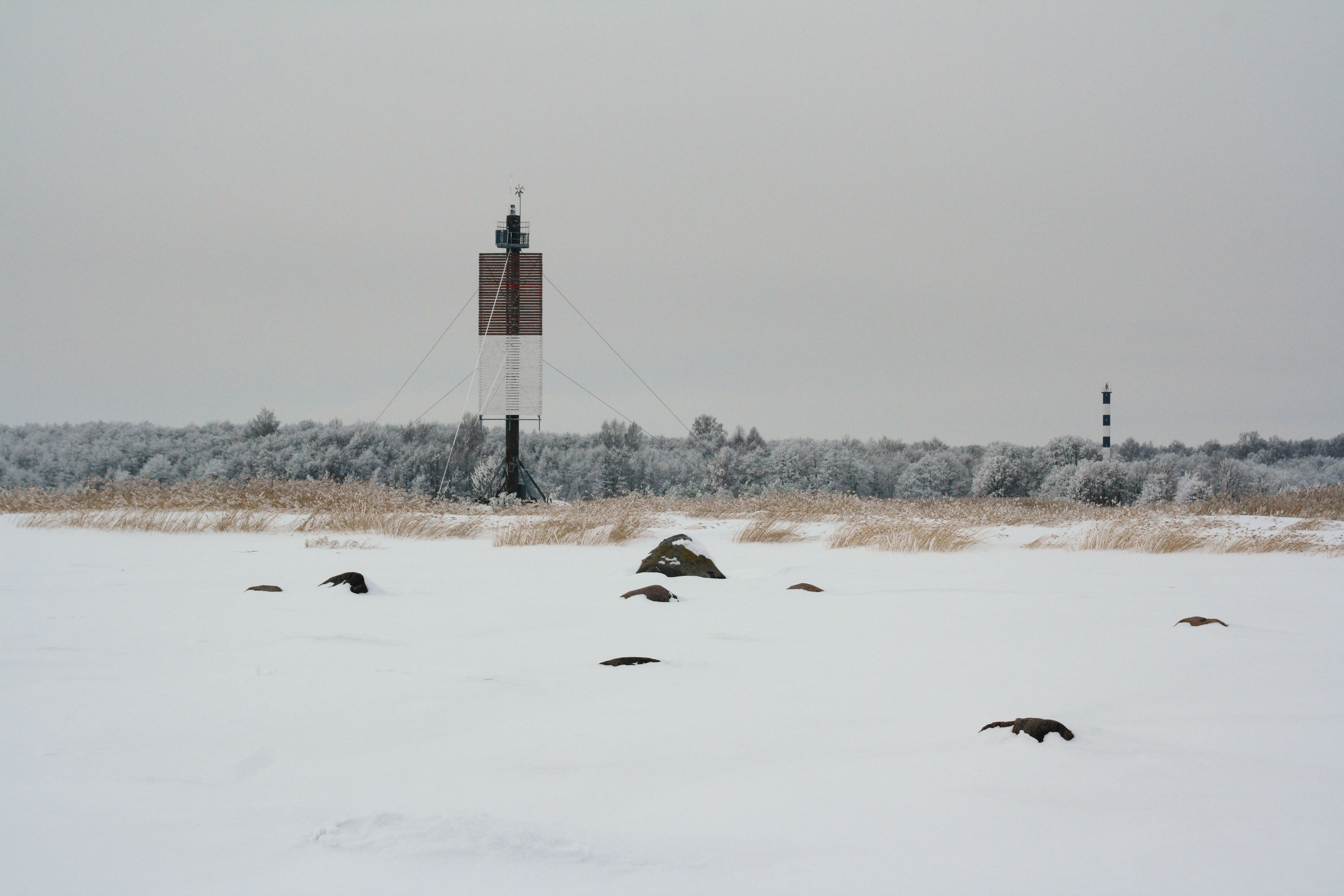
Faro di Abruka.